# Wyrak karłowaty
Wyrak karłowaty (Tarsius pumilus) – gatunek naczelnego ssaka naczelnego z rodziny wyrakowatych (Tarsiidae). 

## Taksonomia
Gatunek po raz pierwszy zgodnie z zasadami nazewnictwa binominalnego opisali w 1921 roku amerykańscy zoolodzy Gerrit Smith Miller i Ned Hollister nadając mu nazwę Tarsius pumilus. Miejsce typowe to góra Rano Rano, południowy Celebes, Indonezja. Holotyp to skóra i czaszka dorosłej samicy (sygnatura USNM 219454) ze zbiorów Narodowego Muzeum Historii Naturalnej; okaz zebrany 31 grudnia 1917 roku przez Henry’ego Ravena.
Autorzy Illustrated Checklist of the Mammals of the World uznają ten takson za gatunek monotypowy.

### Etymologia
- Tarsius: gr. ταρσος tarsos „stęp”[9].
- pumilus: łac. pumilus „karzeł”[10].

## Zasięg występowania
Wyrak karłowaty występuje w środkowym i południowym Celebes (znany tylko z gór Rano Rano i Latimojong); populacje ewidentnie rozproszone na odosobnionych szczytach górskich.

## Morfologia
Długość ciała (bez ogona) około 9,7 cm, długość ogona 20–21 cm; masa ciała samic 52–57,5 g, samców 48,1–50,1 g. Najmniejszy z wyraków, o połowę mniejszy od wyraka filipińskiego. Ogon silnie owłosiony. Ma łapy z ostrymi pazurami oraz spiczaste trójkątne uzębienie.

## Ekologia
Prowadzi nocny i nadrzewny tryb życia. Owadożerny.
Żyje w stabilnych, zwykle monogamicznych parach, rozmnaża się dwa razy w roku, ciąża trwa średnio 178 dni, młode rodzą się w maju i w listopadzie-grudniu. Młode samice towarzyszą rodzicom aż do osiągnięcia dorosłości, młode samce opuszczają rodzinę wcześniej.

## Status zagrożenia
W Czerwonej księdze gatunków zagrożonych Międzynarodowej Unii Ochrony Przyrody i Jej Zasobów został zaliczony do kategorii EN (ang. endangered ‘zagrożony’).